# Абатство Гластънбъри
Абатство Гластънбъри (на английски: Glastonbury Abbey) е историческо бенедиктинско абатство в Гластънбъри, Съмърсет, Англия. Поне от 12 век районът на Гластънбъри е силно свързан с легендата за крал Артур, връзка, поддържана от средновековни монаси, които твърдят, че Гластънбъри е Авалон. Абатството и неговите имоти са конфискувани в полза на короната по време на Английската реформация при крал Хенри VIII. Руините на абатството днес са туристически обект за посещение.

## История
Абатството е основано през 7 век. След битката при Пеониум през 658 г. абатството попада в ръцете на англосаксонците. Кралят на Уесекс Ине обогатява имуществото на монашеската общност, обитаваща Гластънбъри. Той ръководи построяването на каменна църква през 712 г., чиито основи сега формират западния край на нефа. През 9 век Гластънбъри е ограбено от датчани. Абатската църква е уголемена през 10 век от абат св. Дънстан, централната фигура на възраждането на английския монашески живот през 10 век. Той установява управлението на бенедиктинския орден в Гластънбъри. През 967 г. тялото на крал Едмънд е положено в абатството. През 1016 г. Едмънд II също е погребан в абатството. След норманското нашествие новият абат Търстин добавя към църквата, в източна посока. През 1077 г. обаче е освободен, след като въоръжени членове на свитата му убиват монаси до самия олтар. Когато през 1086 г. Уилям Завоевателя нарежда съставянето на Книгата на Страшния съд от 1086 г. абатство Гластънбъри е най-богатият манастир в Англия.
През 1184 г. голям пожар в Гластънбъри унищожава монашеските сгради. Възстановяването започва почти незабавно и Параклисът на Богородица, който включва кладенецът, е осветен през 1186 г. През 1191 г. абатът Хенри де Сули възлага търсене, при което е открит на дълбочина 5 метра масивен кух дъбов ствол, съдържащ два скелета. Според хронистът Жиралд Камбренсис над него се намирал оловен кръст с надписа Hic jacet sepultus inclitus rex Arthurus in insula Avalonia („Тук лежи погребан известният крал Артур на остров Авалон“).
През 14 век само Уестминстърското абатство е по-богато от Гластънбъри. През 1539 г. абатството е лишено от богатствата си по време на кампанията на крал Хенри VIII за конфискация на имуществото и разтуряне на католическите манастири. Абатът Ричард Уайтинг, един от подписалите Акта за върховенството, който направил Хенри VIII глава на църквата, се съпротивлява и е обесен и разчленен на Гластънбърийския хълм на 15 ноември 1539 г.
Днес останките на абатсвото са имущество на Англиканската църква. Поклонници се стичат от цяла Западна Европа. Литургии се празнуват в Англиканската, Римокатолическата и Източноправославната традиции.